# Treat Conrad Huey
Treat Conrad Huey (Washington, 28 agosto 1985) è un ex tennista filippino.
Specialista del doppio, ha vinto 8 titoli su 18 finali disputate nel circuito maggiore, tra le quali l'unica in un Masters 1000 persa all'Indian Wells Masters 2013.
Ha disputato la sua miglior stagione nel 2016, quando è diventato il primo filippino a raggiungere la semifinale al torneo di Wimbledon, ha poi raggiunto in luglio il suo best ranking in carriera al 18º posto della classifica mondiale e ha fatto la sua unica apparizione alle ATP Finals.
Nato a Washington da genitori delle Filippine e in possesso di passaporto statunitense e filippino, dopo essersi laureato negli Stati Uniti ha accettato l'offerta della Federazione filippina di tennis di rappresentare quel Paese, e nel marzo 2009 ha fatto il suo esordio nella squadra filippina di Coppa Davis. Dal 2017 giocava esclusivamente in doppio.
Dopo il ritiro dall'agonismo, avvenuto alla fine del Washington Open nell'estate del 2023, Huey ha accettato l'incarico di assistente allenatore per la squadra di tennis dell'Università della Virginia, nella quale aveva studiato e fatto parte della squadra come giocatore.

## Statistiche

### Doppio

#### Vittorie (8)
| Legenda                   |
| Grande Slam (0)           |
| ATP World Tour Finals (0) |
| ATP Masters 1000 (0)      |
| ATP World Tour 500 (3)    |
| ATP World Tour 250 (5)    |

| N. | Data              | Torneo                               | Superficie  | Compagno             | Avversari in finale               | Punteggio              |
| 1. | 5 agosto 2012     | Washington Open, Washington          | Cemento     | Dominic Inglot       | Kevin Anderson Sam Querrey        | 7–6(7), 6(9)–7, [10–5] |
| 2. | 27 ottobre 2013   | Swiss Indoors, Basilea               | Cemento (i) | Dominic Inglot       | Julian Knowle Oliver Marach       | 6–3, 3–6, [10–4]       |
| 3. | 20 giugno 2014    | Eastbourne International, Eastbourne | Erba        | Dominic Inglot       | Alexander Peya Bruno Soares       | 7–5, 5–7, [10–8]       |
| 4. | 3 maggio 2015     | Estoril Open, Cascais                | Terra rossa | Scott Lipsky         | Marc López David Marrero          | 6–1, 6–4               |
| 5. | 27 settembre 2015 | St. Petersburg Open, San Pietroburgo | Cemento     | Henri Kontinen       | Julian Knowle Alexander Peya      | 7–5, 6–3               |
| 6. | 4 ottobre 2015    | Malaysian Open, Kuala Lumpur         | Cemento (i) | Henri Kontinen       | Raven Klaasen Rajeev Ram          | 7–6(4), 6–2            |
| 7. | 27 febbraio 2016  | Abierto Mexicano, Acapulco           | Cemento     | Maks Mirny           | Philipp Petzschner Alexander Peya | 7–6(5), 6–3            |
| 8. | 5 agosto 2017     | Los Cabos Open, Los Cabos            | Cemento     | Juan Sebastián Cabal | Sergio Galdós Roberto Maytín      | 6–2, 6–3               |

#### Finali perse (10)
| Legenda                   |
| Grande Slam (0)           |
| ATP World Tour Finals (0) |
| ATP Masters 1000 (1)      |
| ATP World Tour 500 (1)    |
| ATP World Tour 250 (8)    |

| N.  | Data             | Torneo                                                        | Superficie  | Compagno         | Avversari in finale                    | Punteggio           |
| 1.  | 31 luglio 2011   | Los Angeles Open, Los Angeles                                 | Cemento     | Somdev Devvarman | Mark Knowles Xavier Malisse            | 6(3)–7, 6(10)–7     |
| 2.  | 15 aprile 2012   | U.S. Men's Clay Court Championships, Houston                  | Cemento     | Dominic Inglot   | James Blake Sam Querrey                | 6(14)–7, 4–6        |
| 3.  | 17 giugno 2012   | Halle Open, Halle                                             | Cemento     | Scott Lipsky     | Aisam-ul-Haq Qureshi Jean-Julien Rojer | 3–6, 4–6            |
| 4.  | 28 ottobre 2012  | Swiss Indoors, Basilea                                        | Cemento (i) | Dominic Inglot   | Daniel Nestor Nenad Zimonjić           | 5–7, 7–6(4), [5–10] |
| 5.  | 16 marzo 2013    | Indian Wells Masters, Indian Wells                            | Cemento     | Jerzy Janowicz   | Bob Bryan Mike Bryan                   | 6–3, 3–6, [10–6]    |
| 6.  | 25 maggio 2013   | Düsseldorf Open, Düsseldorf                                   | Terra rossa | Dominic Inglot   | Andre Begemann Martin Emmrich          | 5–7, 2–6            |
| 7.  | 24 agosto 2013   | Winston-Salem Open, Winston-Salem                             | Cemento     | Dominic Inglot   | Daniel Nestor Leander Paes             | 6(10)–7, 5–7        |
| 8.  | 19 ottobre 2014  | Stockholm Open, Stoccolma                                     | Cemento (i) | Jack Sock        | Eric Butorac Raven Klaasen             | 4–6, 3–6            |
| 9.  | 12 aprile 2015   | U.S. Men's Clay Court Championships, Houston                  | Terra rossa | Scott Lipsky     | Ričardas Berankis Tejmuraz Gabašvili   | 4–6, 4–6            |
| 10. | 26 febbraio 2017 | Delray Beach International Tennis Championships, Delray Beach | Cemento     | Maks Mirny       | Raven Klaasen Rajeev Ram               | 5–7, 5–7            |

### Tornei minori

#### Doppio

##### Vittorie (28)
| Legenda         |
| Challenger (20) |
| Futures (8)     |

##### Finali perse (23)
| Legenda         |
| Challenger (17) |
| Futures (6)     |

## Risultati in progressione
| Sigla | Risultato               |
| ----- | ----------------------- |
| V     | Vincitore               |
| F     | Finalista               |
| SF    | Semifinalista           |
| O     | Oro olimpico            |
| A     | Argento olimpico        |
| SF    | Bronzo olimpico         |
| QF    | Quarti di Finale        |
| 4T    | Quarto turno            |
| 3T    | Terzo turno             |
| 2T    | Secondo turno           |
| 1T    | Primo turno             |
| RR    | Round Robin             |
| LQ    | Turno di qualificazione |
| A     | Assente                 |
| ND    | Non disputato           |

| Legenda superfici    |
| -------------------- |
| Cemento              |
| Terra battuta        |
| Erba                 |
| Superficie variabile |

### Doppio
| Tornei Grande Slam         |               |               |     |               |               |               |     |               |               |               |               |     |     |       |
| Australian Open, Melbourne | A             | A             | 2T  | 1T            | QF            | 3T            | QF  | 2T            | 1T            | A             | A             | A   | 2T  | 11-8  |
| Roland Garros, Parigi      | A             | A             | 3T  | 3T            | 2T            | 1T            | 3T  | 2T            | A             | A             | A             | A   | A   | 8-6   |
| Wimbledon, Londra          | 1T            | 1T            | 1T  | 3T            | 1T            | 2T            | SF  | 1T            | A             | A             | ND            | A   | 1T  | 7-9   |
| US Open, New York          | A             | 3T            | 2T  | QF            | 1T            | 3T            | 1T  | A             | A             | A             | A             | A   | A   | 8-6   |
| Vittorie-Sconfitte         | 0-1           | 2-2           | 4-4 | 7-4           | 4-4           | 5-4           | 9-4 | 2-3           | 0-1           | 0-0           | 0-0           | 0-0 | 1-2 | 34-29 |
| Torneo di Fine Anno        |               |               |     |               |               |               |     |               |               |               |               |     |     |       |
| ATP Finals, Londra         | A             | A             | A   | A             | A             | A             | RR  | A             | A             | A             | A             | A   | A   | 0-3   |
| Vittorie-Sconfitte         | 0-0           | 0-0           | 0-0 | 0-0           | 0-0           | 0-0           | 0-3 | 0-0           | 0-0           | 0-0           | 0-0           | 0-0 | 0-0 | 0-3   |
| Giochi Olimpici            |               |               |     |               |               |               |     |               |               |               |               |     |     |       |
| Giochi Olimpici            | Non disputati | Non disputati | A   | Non disputati | Non disputati | Non disputati | A   | Non disputati | Non disputati | Non disputati | Non disputati | A   | ND  | 0-0   |
| Vittorie-Sconfitte         | Non disputati | Non disputati | 0-0 | Non disputati | Non disputati | Non disputati | 0-0 | Non disputati | Non disputati | Non disputati | Non disputati | 0-0 | ND  | 0-0   |

### Doppio misto
| Tornei Grande Slam         |               |               |     |               |               |               |     |     |      |
| Australian Open, Melbourne | A             | A             | A   | 1T            | 1T            | A             | SF  | 1T  | 3-4  |
| Roland Garros, Parigi      | A             | A             | A   | 1T            | 1T            | A             | 2T  | 1T  | 1-4  |
| Wimbledon, Londra          | A             | A             | 1T  | 2T            | A             | A             | 2T  | A   | 1-3  |
| US Open, New York          | A             | A             | 1T  | 2T            | A             | A             | 1T  | A   | 1-3  |
| Vittorie-Sconfitte         | 0-0           | 0-0           | 0-2 | 1-4           | 0-2           | 0-0           | 5-4 | 0-2 | 6-13 |
| Giochi Olimpici            |               |               |     |               |               |               |     |     |      |
| Giochi Olimpici            | Non disputati | Non disputati | A   | Non disputati | Non disputati | Non disputati | A   | ND  | 0-0  |
| Vittorie-Sconfitte         | Non disputati | Non disputati | 0-0 | Non disputati | Non disputati | Non disputati | 0-0 | ND  | 0-0  |